# Forn d'en Bosch
El Forn d'en Bosch és una obra de Breda (Selva) inclosa a l'Inventari del Patrimoni Arquitectònic de Catalunya.

## Descripció
Antic forn de calç, en desús, situat al costat de la Riera de Breda, als afores del nucli urbà, i molt a prop del Molí d'en Bosc.
El mal estat de conservació, donat que està en procés d'enrunament i la vegetació el cobreix, dificulten l'observació general de l'estructura.
El forn està construït aprofitant el pendent del terreny al qual està adossat, de manera que dos contraforts de pedra, a la dreta i a l'esquerra, fan contrapés al terreny elevat on s'ubica.
Es conserva la cambra del forn (en força bon estat de conservació comparat amb l'estructura general) i part de la xemeneia. Unes escales al costat dret, haurien permès accedir a la part superior del forn.